# Copa de Gordio

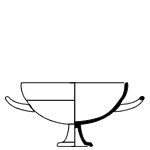
Copa de Gordio.

La copa de Gordio es la forma más temprana de las copas de la copas de los pequeños maestros. Probablemente floreció alrededor del 560 a. C.
Las copas de Gordio no solo comprenden los primeros, sino también los más pequeños ejemplos de copas de los pequeños maestros. El labio de la copa está cubierto de una barbotina negra y se distingue claramente del resto del recipiente. La zona del asa está decorada con una raya negra cerca de su borde superior, y a menudo una segunda cerca del borde inferior. El pie es similar al de una copa de Siana, pero más alargado y pintado con rayas decorativas en la parte inferior. También similar a las copas de Siana, el interior está pintado con una imagen figurativa circular, enmarcada por un patrón de lengua. La similitud con las copas de Siana no es una coincidencia, ya que fueron los predecesores directos de las copas de los pequeños maestros.
El tipo de copa de Gordio recibe su nombre de un ejemplar encontrado en la antigua ciudad de Gordio, fabricado por Ergótimos y pintado por Clitias. Como es habitual en esta forma, sus firmas se colocan directamente entre las palmetas de las finas asas.
Los artistas más conocidos de este tipo son Sondros, Frinos, Socles y Arquicles. Algunos pintores de copas de bandas y de copas de labios pintaron copas de Gordio.